# کلیسای جامع مودنا
کلیسای جامع مودنا (به ایتالیایی: Duomo di Modena) یک کلیسای جامع با معماری رومی‌وار در مودنا، ایتالیااست. این کلیسا از نمونه‌های مهم معماری رومی در اروپا محسوب شده و یکی از میراث جهانی یونسکو در ایتالیا به‌شمار می‌رود. به معماری رومی‌وار رومیانه و رومانسک نیز گفته می‌شود.